# Chełm (Beskid Makowski)
Chełm (603 m) – szczyt w Paśmie Chełmu w Beskidzie Makowskim, stanowiący jego najwyższe wzniesienie. Szczyt położony jest we wsi Stryszów w gminie Stryszów tuż przy granicy z wsią Budzów w gminie Budzów.

## Pieszeszlaki turystyczne
– czerwony Mały Szlak Beskidzki: Luboń Wielki – Bielsko-Biała
 – Żar – Stryszów – Chełm